# Operación Triunfo 2006
Operación Triunfo 2006 (8 de octubre de 2006-26 de enero de 2007) fue la quinta edición del concurso musical Operación Triunfo, en el que una selección de jóvenes talentos musicales eran educados en una academia televisada las 24h, sin contacto con el exterior, demostrando semana tras semana sus capacidades como cantantes en una gala en directo. Esta quinta edición se emitió en Telecinco y comenzó el 8 de octubre de 2006, después de uno de los cástines más duros de todas las ediciones: con 22.000 aspirantes. El jurado tuvo que enfrentarse a lanzar tan solo 18 jóvenes talentos a la gala de presentación.

## Equipo

### Presentador
Como en su anterior edición, el presentador de las galas fue Jesús Vázquez.

### Jurado
- Risto Mejide, creativo publicitario.
- Greta, cantante, productora y exprofesora de la Academia.
- Alejandro Abad,[3] compositor y productor musical.
- Noemí Galera,[4] directora de casting de Gestmusic Endemol.
- Javier Llano, director de Cadena 100.

### Equipo de profesores de la Academia
- Kike Santander, director de la Academia.
- Edith Salazar,[5] profesora de técnica vocal y canto.
- Bea Simó, coreógrafa y profesora de hip hop.
- Miryam Benedited, coreógrafa de las galas.
- Muntsa Rius, canciones personalizadas.
- Joan Carles Capdevila, pianista y profesor.
- Néstor Serra,[6] preparador físico.
- Jessica Expósito, profesora de batuka.
- Bárbara de Senillosa, profesora de protocolo.
- María Palacín, psicóloga.
- Patricia Kraus, a cargo del seminario semanal.
- Manu Guix,[7] profesor de canto y estilo.
- Nikoleta Sekulovic,[8] profesora de interpretación.

## Concursantes
| N.º                                | Concursante            | Edad | Residente               | Información    |
| 01                                 | Lorena Gómez           | 20   | Lérida                  | Ganadora       |
| 02                                 | Daniel Zueras Herreros | 25   | Zaragoza                | Segundo        |
| 03                                 | Leo Segarra            | 25   | Valencia                | Tercero        |
| 04                                 | Saray Ramírez          | 24   | Tuineje                 | Cuarta         |
| 05                                 | Moritz Anton Weisskopf | 28   | Almogía                 | Quinto         |
| 06                                 | José Galisteo          | 29   | Viladecans              | Sexto          |
| 07                                 | Ismael García          | 18   | Mataró                  | 10.º expulsado |
| 08                                 | Jorge González         | 18   | Villarejo de Salvanés   | 9.º expulsado  |
| 09                                 | Eva Carreras           | 26   | Vigo                    | 8.ª expulsada  |
| 10                                 | Vanessa González       | 28   | Bigas                   | 7.ª expulsada  |
| 11                                 | Mayte Macanás          | 22   | Murcia                  | 6.ª expulsada  |
| 12                                 | Mercedes Durán         | 24   | Chiclana de la Frontera | 5.ª expulsada  |
| 13                                 | Cristina Esteban       | 16   | Cuenca                  | 4.ª expulsada  |
| 14                                 | José Antonio Vadillo   | 22   | Mérida                  | 3..º expulsado |
| 15                                 | Xavier Dealbert        | 20   | Vinaroz                 | 2.º expulsado  |
| 16                                 | Encarna Navarro        | 22   | Almería                 | 1.ª expulsada  |
| Aspirantes eliminados en la gala 0 |                        |      |                         |                |
| 17                                 | Claritzel Miyares      | 24   | Santa Cruz de Tenerife  | Eliminada      |
| 18                                 | Melissa López          | 18   | San Miguel de Salinas   | Eliminada      |

## Estadísticas semanales
|           | Gala 0    | Gala 1   | Gala 2    | Gala 3    | Gala 4    | Gala 5    | Gala 6    | Gala 7    | Gala 8    | Gala 9    | Gala 10   | Gala 11   | Gala 12      | Gala 13      | Gala 14      | Gala 15       | Gala Final   |  |
| --------- | --------- | -------- | --------- | --------- | --------- | --------- | --------- | --------- | --------- | --------- | --------- | --------- | ------------ | ------------ | ------------ | ------------- | ------------ |  |
| Lorena    | Entra     | Salvada  | Salvada   | Salvada   | Salvada   | Salvada   | Favorita  | Salvada   | Salvada   | Nominadaº | Nota: 8.7 | Finalista | Salvada      | Duelo        | Salvada      | Salvada       | Ganadora     |  |
| Daniel    | Entra     | Salvado  | Salvado   | Salvado   | Salvado   | Salvado   | Salvado   | Nominado  | Salvado   | Salvado   | Nota: 9.7 | Finalista | Duelo        | Salvado      | Salvado      | Duelo         | 2.ºFinalista |  |
| Leo       | Entra     | Salvado  | Salvado   | Salvado   | Nominadoº | Salvado   | Salvado   | Salvado   | Salvado   | Nominadoº | Nota: 6.8 | Finalista | Salvado      | Salvado      | Duelo        | 3..ºFinalista |              |  |
| Saray     | Entra     | Favorita | Favorita  | Favorita  | Salvada   | Favorita  | Salvada   | Salvada   | Favorita  | Favorita  | Nota: 9.5 | Finalista | Salvada      | Salvada      | 4.ªFinalista |               |              |  |
| Moritz    | Entra     | Salvado  | Nominado  | Salvado   | Salvado   | Salvado   | Nominado  | Salvado   | Salvado   | Salvado   | Nota: 7.8 | Finalista | Salvado      | 5.ºFinalista |              |               |              |  |
| José G.   | Entra     | Salvado  | Nominado  | Salvado   | Salvado   | Salvado   | Nominado  | Nominado  | Nominado  | Nominado  | Nota: 6   | Finalista | 6.ºFinalista |              |              |               |              |  |
| Ismael    | Entra     | Salvado  | Salvado   | Salvado   | Nominado  | Salvado   | Salvado   | Salvado   | Nominado  | Salvado   | Nota: 6.7 | Expulsado |              |              |              |               |              |  |
| Jorge     | Entra     | Salvado  | Salvado   | Nominadoº | Favorito  | Salvado   | Salvado   | Favorito  | Nominadoº | Nominado  | Expulsado |           |              |              |              |               |              |  |
| Eva       | Entra     | Salvada  | Salvada   | Salvada   | Nominada  | Nominada  | Nominada  | Nominada  | Nominada  | Expulsada |           |           |              |              |              |               |              |  |
| Vanessa   | Entra     | Salvada  | Salvada   | Salvada   | Salvada   | Nominada  | Salvada   | Nominada  | Expulsada |           |           |           |              |              |              |               |              |  |
| Mayte     | Entra     | Salvada  | Salvada   | Nominada  | Salvada   | Nominada  | Nominada  | Expulsada |           |           |           |           |              |              |              |               |              |  |
| Mercedes  | Entra     | Nominada | Salvada   | Nominada  | Salvada   | Nominada  | Expulsada |           |           |           |           |           |              |              |              |               |              |  |
| Cristina  | Entra     | Nominada | Nominada  | Salvada   | Nominada  | Expulsada |           |           |           |           |           |           |              |              |              |               |              |  |
| José A.   | Entra     | Salvado  | Salvado   | Nominado  | Expulsado |           |           |           |           |           |           |           |              |              |              |               |              |  |
| Xavier    | Entra     | Nominado | Nominado  | Expulsado |           |           |           |           |           |           |           |           |              |              |              |               |              |  |
| Encarna   | Entra     | Nominada | Expulsada |           |           |           |           |           |           |           |           |           |              |              |              |               |              |  |
| Claritzel | Eliminada |          |           |           |           |           |           |           |           |           |           |           |              |              |              |               |              |  |
| Melissa   | Eliminada |          |           |           |           |           |           |           |           |           |           |           |              |              |              |               |              |  |

     El concursante no estaba en la Academia
     El concursante entra en la Academia por decisión del jurado
     El concursante entra en la Academia vía televoto
     Aspirante eliminado de la Gala 0 vía televoto
     Eliminado de la semana vía televoto
     Nominado de la semana
     Propuesto por el jurado para abandonar la academia pero salvado por los profesores
     Propuesto por el jurado para abandonar la academia pero salvado por los compañeros
     Favorito de la semana vía televoto
     Candidato a favorito de semana vía televoto
     Ganador el duelo
     Perdedor del duelo y eliminado
     2.ºFinalista
     Ganador
º Candidato/a a favorito y nominado en la misma semana.
| A la eliminación                          | Gala 0                         | Gala 1                           | Gala 2                      | Gala 3                       | Gala 4                  | Gala 5                     | Gala 6                | Gala 7                  | Gala 8                | Gala 9                | Gala 10                | Gala 11    | Gala 12     | Gala 13       | Gala 14     | Gala 15      |              |              |
| A la eliminación                          | Claritzell José Melissa Xavier | Cristina Encarna Mercedes Xavier | Cristina José Moritz Xavier | Jorge José A. Mayte Mercedes | Cristina Eva Ismael Leo | Eva Mayte Mercedes Vanessa | Eva José Mayte Moritz | Daniel Eva José Vanessa | Eva Ismael Jorge José | Jorge José Leo Lorena | Ismael José Leo Moritz | Ninguno    | Daniel José | Lorena Moritz | Leo Saray   | Daniel Leo   | Ganadora     | Lorena 50,7% |
| Salvado por los profesores de la Academia | Ninguno                        | Cristina                         | Moritz                      | Mercedes                     | Ismael                  | Vanessa                    | José                  | Daniel                  | Ismael                | Lorena                | Moritz                 | Ninguno    | Ninguno     | Ninguno       | Ninguno     | Ninguno      | Ganadora     | Lorena 50,7% |
| Salvado por los participantes             | Ninguno                        | Mercedes 7 de 13 votos           | Cristina 7 de 12 votos      | Jorge 4* de 11 votos         | Eva 4* de 10 votos      | Eva 5 de 9 votos           | Eva 6 de 8 votos      | Eva 4 de 7 votos        | José 4 de 6 votos     | José 4 de 5 votos     | Leo 2* de 4 votos      | Ninguno    | Ninguno     | Ninguno       | Ninguno     | Ninguno      | Ganadora     | Lorena 50,7% |
| Salvado/s por el voto del público         | José 41%                       | Ninguno                          | Xavier 53%                  | José 52%                     | Mayte 53%               | Leo 58%                    | Mayte 54%             | Moritz 58%              | José 74%              | Jorge 54%             | Leo 50,5%              | José 56%   | Daniel 78%  | Lorena 62%    | Leo 54,4%   | Daniel 55,4% | Ganadora     | Lorena 50,7% |
| Salvado/s por el voto del público         | Xavier 27%                     | Ninguno                          | Xavier 53%                  | José 52%                     | Mayte 53%               | Leo 58%                    | Mayte 54%             | Moritz 58%              | José 74%              | Jorge 54%             | Leo 50,5%              | José 56%   | Daniel 78%  | Lorena 62%    | Leo 54,4%   | Daniel 55,4% | 2ª Finalista | Daniel 49,3% |
| Eliminado                                 | Claritzell 23%                 | Ninguno                          | Encarna 47%                 | Xavier 48%                   | José A. 47%             | Cristina 42%               | Mercedes 46%          | Mayte 42%               | Vanessa 26%           | Eva 46%               | Jorge 49,5%            | Ismael 44% | José 22%    | Moritz 38%    | Saray 45,6% | Leo 44,6%    | 2ª Finalista | Daniel 49,3% |
| Eliminado                                 | Melissa 9%                     | Ninguno                          | Encarna 47%                 | Xavier 48%                   | José A. 47%             | Cristina 42%               | Mercedes 46%          | Mayte 42%               | Vanessa 26%           | Eva 46%               | Jorge 49,5%            | Ismael 44% | José 22%    | Moritz 38%    | Saray 45,6% | Leo 44,6%    | 2ª Finalista | Daniel 49,3% |

#### Votaciones de los compañeros
|          | Gala 1   | Gala 2    | Gala 3    | Gala 4    | Gala 5    | Gala 6    | Gala 7    | Gala 8    | Gala 9    | Gala 10   | Votos totales |
| -------- | -------- | --------- | --------- | --------- | --------- | --------- | --------- | --------- | --------- | --------- | ------------- |
| Lorena   | Encarna  | Cristina  | José A.   | Leo       | Mercedes  | Eva       | Vanessa   | Jorge     | José      | Leo       | 0*            |
| Daniel   | Xavier   | Cristina  | Jorge     | Eva       | Eva       | Eva       | Eva       | José      | José      | José      | 0*            |
| Leo      | Mercedes | Cristina  | José A.   | Nominado  | Mercedes  | Moritz    | Vanessa   | José      | Nominado  | Nominado  | 7             |
| Saray    | Encarna  | Cristina  | Jorge     | Eva       | Eva       | Eva       | Eva       | Eva       | José      | José      | 0*            |
| Moritz   | Xavier   | Xavier    | José A.   | Eva       | Eva       | Nominado  | Eva       | Jorge     | Leo       | Leo       | 1             |
| José     | Mercedes | Nominado  | Mayte     | Leo       | Mercedes  | Mayte     | Nominado  | Nominado  | Nominado  | Nominado  | 11            |
| Ismael   | Mercedes | Cristina  | Mayte     | Cristina  | Eva       | Eva       | Vanessa   | José      | José      | Nominado  | 0             |
| Jorge    | Mercedes | Cristina  | Nominado  | Eva       | Eva       | Eva       | Eva       | Nominado  | Nominado  | Expulsado | 5             |
| Eva      | Mercedes | Xavier    | Jorge     | Nominada  | Nominada  | Nominada  | Nominada  | Nominada  | Expulsada |           | 17            |
| Vanessa  | Xavier   | Xavier    | José A.   | Leo       | Mercedes  | Eva       | Nominada  | Expulsada |           |           | 3             |
| Mayte    | Encarna  | José      | Nominada  | Cristina  | Nominada  | Nominada  | Expulsada |           |           |           | 4             |
| Mercedes | Nominada | Cristina  | Jorge     | Leo       | Nominada  | Expulsada |           |           |           |           | 11            |
| Cristina | Mercedes | Nominada  | Mayte     | Nominada  | Expulsada |           |           |           |           |           | 9             |
| José A.  | Mercedes | Xavier    | Nominado  | Expulsado |           |           |           |           |           |           | 4             |
| Xavier   | Nominado | Nominado  | Expulsado |           |           |           |           |           |           |           | 7             |
| Encarna  | Nominada | Expulsada |           |           |           |           |           |           |           |           | 3             |

* El concursante tiene 0 votos porque nunca estuvo expuesto a la votación de los compañeros.
     Concursante favorito y que, en caso de empate, su voto desempata.
     Concursante nominado y salvado por el jurado
     Concursante nominado y salvado por los profesores.
     Concursante nominado y salvado por los votos de los compañeros.
     Concursante nominado
     Concursante expulsado.
     Abandono forzado por lesión

#### Puntuaciones del jurado (Gala 10)
| Daniel | 9  | 10  | 10  | 9,7 (29)   |
| Ismael | 7  | 7   | 6   | 6,7 (20)   |
| José   | 6  | 7   | 5   | 6 (18)     |
| Leo    | 7  | 7,5 | 6   | 6,8 (20,5) |
| Lorena | 9  | 9   | 8   | 8,7 (26)   |
| Moritz | 8  | 8   | 7,5 | 7,8 (23,5) |
| Saray  | 10 | 9,5 | 9   | 9,5 (28,5) |

## Galas

### Canciones cantadas
Las canciones cantadas en el concurso son versiones de los participantes de canciones originales de otros artistas.
| Español   | 76 |
| Inglés    | 52 |
| Portugués | 2  |
| Gallego   | 1  |

(*) No se toman en cuenta canciones cantadas dos veces. Si la canción original es en inglés, pero se cantó una versión en español, se toma como canción en español. En el caso de ser una canción en dos o más idiomas, se cuentan los dos o más idiomas.
| Artista original              | N.º de canciones cantadas(*) |
| ----------------------------- | ---------------------------- |
| Alicia Keys                   | 1                            |
| El Canto del Loco             | 2                            |
| Noa                           | 1                            |
| Hombres G                     | 2                            |
| Sérgio Mendes                 | 1                            |
| Elton John                    | 3                            |
| Gloria Gaynor                 | 1                            |
| Elvis Presley                 | 2                            |
| La Oreja de Van Gogh          | 1                            |
| Bolero (sin autor reconocido) | 1                            |
| Pastora Soler                 | 2                            |
| David DeMaría                 | 1                            |
| Paulina Rubio                 | 2                            |
| Donna Summer                  | 3                            |
| Sergio Dalma                  | 2                            |
| Luz Casal                     | 1                            |
| Nek                           | 1                            |
| Kelly Clarkson                | 1                            |
| Tequila                       | 1                            |
| Diego Martín                  | 1                            |
| Raquel del Rosario            | 1                            |
| U2                            | 1                            |
| Mary J. Blige                 | 1                            |
| Coti                          | 1                            |
| Pereza                        | 1                            |
| Ella baila sola               | 1                            |
| Javier Ojeda                  | 1                            |
| Efecto Mariposa               | 1                            |
| Céline Dion                   | 2                            |
| Nino Bravo                    | 1                            |
| Lena                          | 1                            |
| Alejandro Sanz                | 2                            |
| The Rolling Stones            | 2                            |
| Fito y los Fitipaldis         | 1                            |
| Juan Luis Guerra              | 1                            |
| Shakira                       | 1                            |
| The Monkees                   | 1                            |
| Jon Secada                    | 1                            |
| Tom Jones                     | 1                            |
| Mecano                        | 2                            |
| Antonio Orozco                | 1                            |
| Lucie Silvas                  | 1                            |
| Luis Miguel                   | 2                            |
| Rocío Dúrcal                  | 1                            |
| La Quinta Estación            | 1                            |
| The Knack                     | 1                            |
| Smokey Robinson               | 1                            |
| Bon Jovi                      | 1                            |
| Merche                        | 1                            |
| Navajita Plateá               | 1                            |
| Bonnie Tyler                  | 1                            |
| Maria Creuza                  | 1                            |
| Kool & The Gang               | 1                            |
| Shirley Bassey                | 1                            |
| El sueño de Morfeo            | 1                            |
| Diana Ross                    | 1                            |
| Lionel Ritchie                | 1                            |
| Harold Melvin & Blue Notes    | 1                            |
| Alaska y Dinarama             | 1                            |
| Pasión Vega                   | 1                            |
| Joan Manuel Serrat            | 1                            |
| ABBA                          | 1                            |
| Phil Collins                  | 1                            |
| Kiki Dee                      | 1                            |
| Amaral                        | 1                            |
| Armando Manzanero             | 3                            |
| Maroon 5                      | 1                            |
| Malú                          | 1                            |
| Marta Sánchez                 | 1                            |
| Santiago Auserón              | 1                            |
| Luis Auserón                  | 1                            |
| Whitney Houston               | 1                            |
| Duncan Dhu                    | 1                            |
| Presuntos Implicados          | 1                            |
| Wham!                         | 1                            |
| Frank Sinatra                 | 1                            |
| Luis Fonsi                    | 1                            |
| Dulce Pontes                  | 1                            |
| AC/DC                         | 1                            |
| Ketama                        | 1                            |
| Bobby Vinton                  | 1                            |
| The Beatles                   | 2                            |
| Cristian Castro               | 1                            |
| Rosendo Mato Hermida          | 1                            |
| Simple Plan                   | 1                            |
| Andrés Calamaro               | 1                            |
| La Unión                      | 2                            |
| Mónica Naranjo                | 1                            |
| Rosario Flores                | 1                            |
| Melendi                       | 1                            |
| La Guardia                    | 1                            |
| Righteous Brothers            | 1                            |
| Bette Midler                  | 1                            |
| Señor Trepador                | 1                            |
| Rocío Jurado                  | 1                            |
| Michael Jackson               | 1                            |
| Los Rodríguez                 | 1                            |
| Stealers Steel                | 1                            |
| Mina                          | 1                            |
| Dyango                        | 1                            |
| Wilson Pickett                | 1                            |
| Laura Branigan                | 1                            |
| Prince                        | 1                            |
| Loquillo y los Trogloditas    | 1                            |
| Blondie                       | 1                            |
| Radio Futura                  | 1                            |
| Freddie Mercury               | 1                            |
| Enrique Urquijo               | 1                            |
| Aretha Franklin               | 1                            |
| Mariah Carey                  | 1                            |
| Queen                         | 1                            |
| Los Rebeldes                  | 1                            |
| Ella Fitzgerald               | 1                            |
| Paul Anka                     | 1                            |
| Barbra Streisand              | 1                            |
| M-Clan                        | 1                            |
| Billy Paul                    | 1                            |
| James Brown                   | 1                            |
| Stevie Wonder                 | 1                            |
| George Gershwin               | 1                            |

(*) No se toman en cuenta canciones cantadas dos veces. Si la canción original es en inglés, pero se cantó una versión en español u otra versión, se toma como propia del cantante original. En caso de ser colaboraciones entre dos o más artistas, se le cuenta a cada artista una canción.

## Audiencias
| Fecha                   | Día     | Gala    | Expulsión                            | Espectadores | Share |
| ----------------------- | ------- | ------- | ------------------------------------ | ------------ | ----- |
| 8 de octubre de 2006    | Domingo | Gala 0  | Entrada concursantes                 | 4.171.000    | 27.0% |
| 15 de octubre de 2006   | Domingo | Gala 1  | Primeras Nominaciones                | 3.718.000    | 24.5% |
| 22 de octubre de 2006   | Domingo | Gala 2  | Expulsión Encarna                    | 3.762.000    | 25.1% |
| 29 de octubre de 2006   | Domingo | Gala 3  | Expulsión Xavier                     | 3.379.000    | 24.0% |
| 5 de noviembre de 2006  | Domingo | Gala 4  | Expulsión José Antonio               | 4.149.000    | 25.3% |
| 12 de noviembre de 2006 | Domingo | Gala 5  | Expulsión Cristina                   | 4.339.000    | 26.1% |
| 19 de noviembre de 2006 | Domingo | Gala 6  | Expulsión Mercedes                   | 4.523.000    | 28.6% |
| 26 de noviembre de 2006 | Domingo | Gala 7  | Expulsión Mayte                      | 4.722.000    | 27.3% |
| 3 de diciembre de 2006  | Domingo | Gala 8  | Expulsión Vanessa                    | 4.492.000    | 27.2% |
| 10 de diciembre de 2006 | Domingo | Gala 9  | Expulsión Eva                        | 4.693.000    | 27.9% |
| 17 de diciembre de 2006 | Domingo | Gala 10 | Expulsión Jorge                      | 4.827.000    | 29.5% |
| 28 de diciembre de 2006 | Jueves  | Gala 11 | Expulsión Ismael                     | 3.700.000    | 22.5% |
| 4 de enero de 2007      | Jueves  | Gala 12 | Expulsión José                       | 4.018.000    | 23.8% |
| 11 de enero de 2007     | Jueves  | Gala 13 | Expulsión Moritz                     | 4.435.000    | 28.4% |
| 18 de enero de 2007     | Jueves  | Gala 14 | Expulsión Saray                      | 4.782.000    | 31.8% |
| 25 de enero de 2007     | Jueves  | Gala 15 | Expulsión Leo                        | 4.692.000    | 29.3% |
| 26 de enero de 2007     | Viernes | Gala 16 | Lorena ganadora y Dani 2.º Finalista | 4.833.000    | 28.8% |

## Artistas invitados
- Gala 0: David Bisbal
- Gala 1: Manuel Carrasco y Fangoria
- Gala 2: Diego Torres
- Gala 3: Rod Stewart y Pasión Vega
- Gala 4: Jamiroquai y Nelly Furtado
- Gala 5: Soraya Arnelas
- Gala 7: Julio Iglesias
- Gala 16: Sergio Rivero, Soraya Arnelas y Víctor Estévez, Fran Dieli, Edurne y Sandra Polop